# Nijnie Sergui
Nijnie Sergui (en russe : Нижние Серги) est une ville de l'oblast de Sverdlovsk, en Russie, et le centre administratif du raïon Nijnieserguinski. Sa population s'élève à 9 736 habitants en 2013.

## Géographie
Nijnie Sergui est située dans l'Oural, sur la rivière Serga, à 81 km — 120 km par la route — à l'ouest de Iekaterinbourg. La ville est située dans une plaine entourée de montagnes. Le point le plus élevé est à 350 m d'altitude. Le territoire de Nijnie Sergui est vaste, il s'étend sur 50 km du sud au nord et de 36 km d'est en ouest.

## Histoire
Nijnie Sergui est fondée en 1743 dans le cadre de la construction de l'usine sidérurgique de Nijnie Sergui au bord de la rivière Serga. À la fin du XIXe siècle, l'administration centrale de l'Association des usines de Serguinsko-Oufaleïskikh. Elle accéda au statut de commune urbaine en 1928, puis à celui de ville en 1943.

## Population
Recensements (*) ou estimations de la population
| 1926*  | 1959*  | 1970*  | 1979*  | 1989*  |
| ------ | ------ | ------ | ------ | ------ |
| 11 161 | 14 188 | 14 457 | 15 540 | 14 938 |

| 2002*  | 2006   | 2010*  | 2012  | 2013  |
| ------ | ------ | ------ | ----- | ----- |
| 12 567 | 12 003 | 10 336 | 9 902 | 9 736 |

## Économie
L'économie locale repose sur la métallurgie et l'exploitation forestière. Une usine fabrique des clous, des fils de fer, etc. Sa production est en grande partie exportée vers les pays de l'ancienne Union soviétique. 

## Tourisme
Nijnie Sergui est aussi une destination populaire dans l'Oural. C'est une station thermale connue pour la qualité de ses eaux, sur le lac Montaïevo. C'est également une station de ski en hiver. Nijnie Sergui est une petite ville au charme provincial avec ses petites rues, ses parcs ombragés et son architecture ancienne.